# Накипелово
Накипелово — деревня в Рузском районе Московской области, входит в состав сельского поселения Ивановское. Население 24 человека на 2006 год. До 2006 года Накипелово входило в состав Ивановского сельского округа.
Деревня расположена в центральной части района, примерно в 10 километрах к северу от Рузы, на берегу одного из заливов Озернинского водохранилища, высота центра над уровнем моря 190 м. Ближайшие населённые пункты — посёлок Гидроузел в 0,7 км на запад и Волынщино — в 0,5 км восточнее, через залив.